# Ligne de Gyékényes à Pécs
La ligne de Nagykanizsa à Pécs ou ligne 60 est une ligne de chemin de fer de Hongrie. Elle relie Nagykanizsa à Pécs.